# 古関正裕
古関 正裕（こせき まさひろ、1946年〈昭和21年〉7月10日 - ）は、日本の著作家、音楽家。古関裕而音楽事務所代表。父は作曲家の古関裕而、母は声楽家で詩人の古関金子。著述業での筆名は真佐 裕哉（まさ ひろや）で、著書に『緋色のラプソディー』（2008年）がある。東京都出身。成城学園初等学校、成城学園中学校高等学校、早稲田大学理工学部卒業。

## 経歴
姉が2人の3人姉弟の家庭環境で、ビートルズの流行する世代で育つ。父譲りの音楽好きで、小学1年生から12年間、ピアノを習う。高校時代は、ビートルズやエルヴィス・プレスリーに夢中で、父の曲にはほとんど関心がなかったが、1964年（昭和39年）開催の東京オリンピック行進曲『オリンピック・マーチ』のみはレコードで繰り返し聴き、後年に「思い出の一曲」と絶賛している。
学生時代に、グループ・サウンズ「ヴィレッジ・シンガーズ」にキーボードで参加し、カントリーバンドでもピアノで活動する。一時はプロを考え、「父の曲は古い」というイメージも持つ。しかし、自作の音楽を父の古関裕而に聞かせたところ「頭で考えて作っているね」と言われ、音楽では何をやっても父を超えられないと考えたこと、また「親の七光り」と思われるのを嫌ったことで、「音楽は趣味で楽しもう」と考えて、敢えて異なる道を選ぶ。早稲田大学理工学部では数学を専攻。卒業後は日本経済新聞社に就職し、電子メディア局などで、オンライン情報システムの設計などに取り組む。
1998年（平成10年）、52歳で早期退職。実家が呉服屋だった縁からか、ブティックを始めた後、小説の執筆にも取り組む。やがて、学生時代のバンド仲間が次々に退職し、中年男性同士でのバンドを組むとの話が持ち上がり、「父の曲を自分で演奏するのも良い」と考え、「もう一度音楽を勉強しよう」と、ピアノ教室での勉強を再開する。
2009年（平成21年）、父の生誕100周年を記念して、出身地である福島市に記念碑が設置されたことを機に、父の音楽の魅力を伝えるのが自分の務めと考えて、CD全集を企画・監修する。同2009年、このCDの企画監修で日本レコード大賞の企画賞を受賞する。父の没後の25年後にあたる2013年（平成25年）、音楽仲間の勧めもあり、父の音楽を中心とした音楽ユニットを結成、生家である喜多三呉服店から「喜多三」と命名し、福祉施設などでの演奏で活動している。
両親をモデルとしたNHK連続テレビ小説『エール』の放映年度である2020年（令和2年）の2月には、両親の生涯を小説仕立てとして著した作品『君はるか 古関裕而と金子の恋』（集英社インターナショナル）を発表。また、同年、福島民報企画による父・古関裕而のベストアルバム『あなたが選んだ古関メロディーベスト30』の監修も務める。同2020年10月出版の、母・古関金子の生涯を紹介する『豊橋生まれの声楽家・古関裕而の妻 古関金子』（豊川堂）では監修として、両親の写真の提供も手掛けている。

## 出演
- サンスター 文化の泉 ラジオで語る昭和の文化（「国民的作曲家 古関裕而さんの素顔」2021年3月21日、TBSラジオ）